# Pentagram (デザインスタジオ)

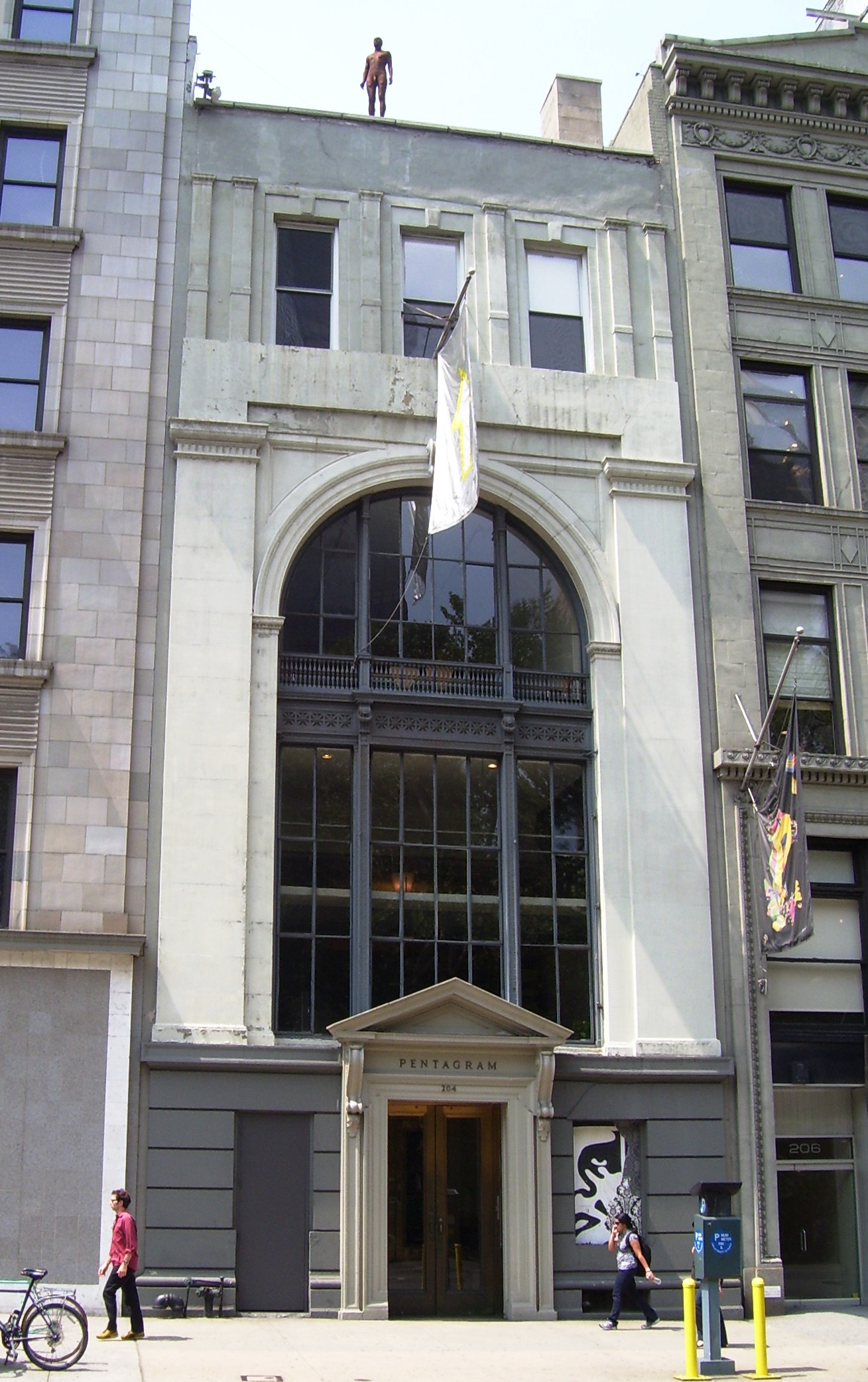
ニューヨーク、マンハッタンのフィフスアベニュー 204番地にある旧ペンタグラムのオフィスはCPHギルバートによる設計。 この画像の撮影時（2010）建物の上部には、 マディソンスクエア周辺の建物にインストールされたイベントホライズンの一部であるアントニーゴームリーの像がある。

Pentagram（ペンタグラム）は 1972年ロンドンのノッティングヒルのニーダムロードにてアラン・フレッチャー、テオ・クロスビー、コリン・フォーブス、ケネス・グランジ、メルビン・クランスキーによって設立された独立系デザイン会社。ロンドン、ニューヨーク、ベルリン、テキサス州オースティンにオフィスを持つ。 

## 歴史
ペンタグラムは、あらゆる分野のデザイナーが共同で活動可能な独立系の組織として設立された。そのコンセプトの発端となったのは、設立者の一人であるTheo Crosbyが携わった1950年代後半の大規模な展覧会「This Is Tomorrow」であった。 「それは僕にとって初めての対等な関係からなる、緩やかでフラットな組織でした...ペンタグラムではそれを現実的、そして効率的なものとして形にすることができたと言えるでしょう。」 同社には現在、4つの都市に25人のパートナー(共同経営者)デザイナーがおり、それぞれがデザイナーのチームを率いて、スタッフや会社の運営に必要なオフィススペースなどのリソースを共有している。つまり法律事務所や会計事務所でよく採用されるパートナーシップの形態をとっており、各オフィスのパートナーは収入を均等に分け合い、また同じ割合の株を所有している。この平等なシステムを通じて、定期的に新しいメンバーを招待するという伝統とともに、新しいメンバーにも長年のパートナーと同等の立場を与えながら会社を更新していく形が取られている。この「フラット」な組織（グループ全体以外に、執行役員、CEO、CFOまたは取締役会は存在しない）そして、自己資本化された財務は、各メンバーによるグループの運営の平等な参加とコントロールを可能としている。1978年にColin Forbesはニューヨークオフィスを設立、グラフィックデザイナーのピーター・ハリソンとウッディ・パートルがパートナーして加入した。1990年から1991年にはマイケル・ビェルート、ポーラ・シェアといったグラフィックデザイナー、そして建築家ジェームス・ビーバーがニューヨークオフィスに加わり、一つのフロアから始まったオフィスは最終的に長年204 Fifth Avenueを拠点としていた。2017年にパークアベニューの新オフィスに移転。現在ニューヨークオフィスには8人のパートナーが在籍している。
ロンドンでは創設パートナー全員に続き、デビッド・ヒルマンとジョン・マッコネルもペンタグラムを離れ、現在ニーダムロードオフィスは第2世代と第3世代のパートナーによって運営されている。現在のパートナーは ジョン・ラッシュワース、 ダニエル・ウェイル （工業デザイナー）、 アンガス・ハイランド 、 ジャストゥス・オーラー（ベルリンオフィス）、ハリー・ピアス、ドメニック・リッパ、ナレシュ・ラムチャンダニ、 マリーナ・ウィラー 、 ジョディ・ハドソン・パウエル、ルーク・パウエル、サシャ・ローブ、アストリッド・スタヴロ、スズキユウリ、インダストリアルデザイナーのジョン・マーシャルによって構成されている。 
他に、過去にはピーター・サヴィル、キット・ヒンリヒスも在籍。 

## 活動分野とクライアント
ペンタグラムの手がけるプロジェクトのジャンルは、 グラフィックデザイン 、 アイデンティティ 、 建築 、 インテリアデザイン 、プロダクトデザインと多岐にわたる。 手がけたロゴ、パッケージや商品のデザインの認知度は非常に高い。 
グラフィックデザインのほかに、ハーレーダビッドソン博物館 、アレクサンダーマックイーンの店舗、シティバンクのインテリア、ファイドンアトラスの個人邸宅などの建築プロジェクトに取り組んでいるパートナーもいる。   
ペンタグラムは、 営利目的以外に非営利団体のための無料の仕事も行っている。 2008年2月12日、 ホワイトハウスの部局である社会市民参加室は、 プロボノサービスをビジネス文化に取り入れているペンタグラムに「DNA」賞を授与している。        
- マイケル・ビェルート 、ニューヨーク

- マイケル・ゲリケ 、ニューヨーク
- ルーク・ヘイマン、ニューヨーク
- ジョディ・ハドソン・パウエル、ロンドン
- アンガス・ハイランド 、ロンドン
- ナターシャ・ジェン、ニューヨーク
- ドメニック・リッパ、ロンドン
- サシャ・ローブ、ロンドン
- ジョージ・アルピ 、ニューヨーク
- ジョン・マーシャル、ロンドン
- アボット・ミラー 、ニューヨーク
- エミリー・オーバーマン 、ニューヨーク
- Justus Oehler 、ベルリン
- エディ・オパラ、ニューヨーク
- ハリー・ピアス、ロンドン
- ルーク・パウエル、ロンドン
- ナレシュ・ラムチャンダニ、ロンドン
- ジョン・ラッシュワース、ロンドン
- ポーラ・シェア 、ニューヨーク
- アストリッド・スタヴロ 、ロンドン
- DJスタウト、オースティン
- スズキ・ユウリ、ロンドン[5]
- ダニエル・ウェイル、ロンドン
- マリーナ・ウィラー 、ロンドン
- マット・ウィリー、ニューヨーク[6]